# Philippe de Monte
Philippe de Monte, także Filippo di Monte, Philippus de Monte (ur. 1521 w Mechelen, zm. 4 lipca 1603 w Pradze) – franko-flamandzki kompozytor.

## Życiorys
W młodości przebywał we Włoszech, gdzie działał jako śpiewak i nauczyciel. Między 1542 a 1551 rokiem znajdował się w służbie rodziny Pinelli w Neapolu. Następnie udał się do Rzymu, gdzie wydał swój pierwszy zbiór madrygałów (1554). W 1554 roku wyjechał do Antwerpii, skąd przeniósł się do Londynu w charakterze członka kapeli nadwornej króla Filipa II. We wrześniu 1555 roku opuścił Anglię i wrócił do Włoch. Około 1567 roku ponownie przebywał w Rzymie. W 1568 roku objął stanowisko kapelmistrza na dworze cesarza Maksymiliana II w Wiedniu, które piastował do końca życia. W 1572 roku otrzymał tytuł skarbnika katedry w Cambrai, a od 1577 roku był jej kanonikiem.
Przyjaźnił się z Orlandem di Lasso i Williamem Byrdem. Do jego uczniów należeli Giovanni de Macque i Jacob Regnart.

## Twórczość
W swojej twórczości, przeznaczonej w większości na chór a cappella, nawiązywał do stylu Palestriny. Jego bogaty dorobek obejmuje ponad 1100 świeckich i 144 religijnych madrygałów, 319 motetów, 45 chansons i 38 mszy. W swoich utworach operował techniką cantus firmus, imitacji, kanonami i techniką polichóralną. Msze de Montego należą do gatunku missa parodia, oparte są na melodiach z motetów, madrygałów i chansons. Większość z nich pozostała w rękopisach.
Spuściznę kompozytora wydali drukiem C. Van den Borren i G. van Doorslaer (Philippe de Monte: Opera, 31 woluminów, Brugia 1927–1939) oraz R. Lenaerts i inni (Philippe de Monte: New Complete Edition (Louvain 1975-1981).

## Kompozycje
(na podstawie materiałów źródłowych)

### Msze
- Missa ad modulum „Benedicta es” na 6 głosów (Antwerpia 1579)
- Liber primus [7] missarum na 5, 6 i 8 głosów (Antwerpia 1587)
- Msza na 5 głosów (Wenecja 1590)

### Motety
- Sacrarum cantionum... liber primus na 5 głosów (Wenecja 1572)
- Sacrarum cantionum... liber secundus na 5 głosów (Wenecja 1573)
- Sacrarum cantionum... liber tertius na 5 głosów (Wenecja 1574)
- Libro quarto de motetti na 5 głosów (Wenecja 1575)
- Sacrarum cantionum... liber quintus na 5 głosów (Wenecja 1579)
- Sacrarum cantionum... liber sextus na 5 głosów (Wenecja 1584, zaginione)
- Sacrarum cantionum... liber primus na 6 i 12 głosów (Wenecja 1585)
- Sacrarum cantionum... liber secundus na 6 głosów (Wenecja 1587)
- Sacrarum cantionum... liber primus na 4 głosy (Wenecja 1596)
- Sacrarum cantionum... liber septimus na 5 głosów (Wenecja 1600)

### Madrygały

#### Religijne
- Il primo libro de madrigali spirituali na 5 głosów (Wenecja 1581)
- Il primo libro de madrigali spirituali na 6 głosów (Wenecja 1583)
- Il secondo libro de madrigali spirituali na 6 i 7 głosów (Wenecja 1589)
- Il terzo libro de madrigali spirituali na 6 głosów (Wenecja 1590)
- Eccellenze di Maria vergine na 5 głosów (Wenecja 1593)

#### Świeckie
- Madrigali... libro primo na 5 głosów (Rzym 1554)
- Il primo libro de madrigali na 4 głosy (Wenecja 1562)
- Il secondo libro de madrigali na 5 głosów (Wenecja 1567)
- Il primo libro de’ madrigali na 6 głosów (ok. 1568, niezachowane; 2. wydanie Wenecja 1569)
- Il secondo libro delli madrigali na 6 głosów (Wenecja 1569)
- Il secondo libro delli madrigali na 4 głosy (Wenecja 1569)
- Il terzo libro delli madrigali na 5 głosów (Wenecja 1570)
- Il quarto libro delli madrigali na 5 głosów (Wenecja 1571)
- Madrigali... libro quinto na 5 głosów (Wenecja 1574)
- Il sesto libro delli madrigali na 5 głosów (Wenecja 1575)
- Il terzo libro de madrigali na 6 głosów (Wenecja 1576)
- Il settimo libro delli madrigali na 5 głosów (Wenecja 1578)
- Il quarto libro de madrigali na 6 głosów (Wenecja 1580)
- L’ottavo libro delli madrigali na 5 głosów (Wenecja 1580)
- Il nono libro de madrigali na 5 głosów (Wenecja 1580)
- Il terzo libro de madrigali na 4 głosy (ok. 1580, niezachowane; 2. wydanie Wenecja 1585)
- Il decimo libro delli madrigali na 5 głosów (Wenecja 1581)
- Il quarto libro de madrigali na 4 głosy (Wenecja 1581)
- Il primo libro de madrigali na 3 głosy (Wenecja 1582)
- Il quinto libro de madrigali na 6 głosów (Wenecja 1584)
- L’undecimo libro delli madrigali na 5 głosów (Wenecja 1586)
- Il duodecimo libro delli madrigali na 5 głosów (Wenecja 1587)
- Il terzodecimo libro delli madrigali na 5 głosów (Wenecja 1588)
- Il quartodecimo libro delli madrigali na 5 głosów (Wenecja 1590)
- Il sesto libro de madrigali na 6 głosów (Wenecja 1591)
- Il settimo libro de madrigali na 6 głosów (Wenecja 1591)
- Il quintodecimo libro de madrigali na 5 głosów (Wenecja 1592)
- Il sestodecimo libro de madrigali na 5 głosów (Wenecja 1593)
- L’ottavo libro de madrigali na 6 głosów (Wenecja 1594)
- Il decimosettimo libro delli madrigali na 5 głosów (Wenecja 1595)
- Il decimottavo libro de madrigali na 5 głosów (Wenecja 1597)
- Il decimonono libro delli madrigali na 5 głosów (Wenecja 1598)
- La fiammetta... libro primo na 7 głosów (Wenecja 1599)
- Musica sopra Il pastor fido... libro secondo na 7 głosów (Wenecja 1600)